# Förväntanseffekt
Förväntanseffekt är en effekt på en medicinsk behandling som skapas av patientens förväntningar. Positiv förväntanseffekt kallas placeboeffekt, medan negativ förväntanseffekt kallas noceboeffekt.